# Wincenty Pipka
Wincenty Pipka – polski psycholog, dziennikarz radiowy związany z Programem I Polskiego Radia,  lektor serwisów informacyjnych; w latach 2008–2009 był dyrektorem tej stacji zastępując Jacka Sobalę. Wcześniej, od 2006 do 2008 r. pełnił funkcję dyrektora Informacyjnej Agencji Radiowej. Od stycznia 2016 r. do kwietnia 2017 był zastępcą dyrektora Informacyjnej Agencji Radiowej.

## Wyróżnienia
- Nagroda słuchaczy Polskiego Radia "Chryzostom" 2001[5]
- Srebrny medal „Za zasługi dla obronności kraju” 2009[6]